# As Tranças de Maria
As Tranças de Maria é um filme de drama brasileiro de 2003, dirigido por Pedro Carlos Rovai e escrito por Carmo Bernardes, Miguel Borges e Beriani Ortêncio. Baseado em um romance de Cora Coralina, o filme é protagonizado por Patrícia França como uma jovem do interior que não se conforma com seu casamento forçado. O elenco secundário é composto por Ilya São Paulo, Heloísa Millet, Maria Ribeiro e José Dumont.

## Sinopse
A história se passa em 1950 e tem como protagonista Maria (Patrícia França) , uma jovem cabocla de longas tranças que descem até sua cintura. Ela vive com seu pai, o rude e machista capataz Oração (José Dumont), e sua mãe Jacinta (Heloísa Millet), uma mulher submissa. Os pais têm planos de casar Maria com o vaqueiro Izé (Ilya São Paulo), considerado um bom rapaz e apaixonado por ela. No entanto, Maria possui suas próprias vontades e não está disposta a aceitar um casamento imposto. Questionando o papel da mulher em uma sociedade onde ela é privada de voz e liberdade, Maria decide mudar o rumo de sua vida. Ao descobrir a existência de uma grande cobra no rio, ela compreende que seu destino oferece poucas opções.

## Elenco
| Ator/Atriz                      | Personagem               |
| ------------------------------- | ------------------------ |
| Patrícia França                 | Maria                    |
| Ilya São Paulo                  | Izé da Abadia            |
| José Dumont                     | Oração                   |
| Maria Ribeiro                   | Sá Virgila               |
| Heloísa Millet                  | Jacinta                  |
| Venerando Ribeiro               | Coronel João Jocacoronel |
| Sandra Abraão                   | Dona Nenzinha            |
| João Luiz Pompeu de Pina        | Capataz                  |
| Lima Duarte                     | Narrador                 |
| Eliane Alcântara Almeida        | Professorinha            |
| Evandro José Araújo             | Rapaz da fazenda         |
| Ramon Borrás Batista            | Amigo do Izé             |
| Rose Borges                     | Maria Rosa               |
| Brasilete Ramos Caiado          | Senhora Sarau            |
| Simone Camargo Cardoso          | Menina de trança         |
| Flávio da Cunha                 | Menino                   |
| Ana Maria Rodrigues da Silva    | Lavadeira que canta      |
| Aldair da Silveira Aires        | Político                 |
| Maxiléia Alessandra de Oliveira | Amiga de Maria           |
| Clarisse Dias                   | Cartomante               |
| João Carlos Almeida do Carmo    | Esfolador da cobra       |
| Itamar Gonçalves                | Tonico Damascena         |
| Dimitri Gabriel Homar           | Mascate                  |
| Eugênio Fleury Jardim           | Companheiro de viola     |
| Flávia Marques dos Santos       | Amiga de Maria           |
| Alberico Luiz Moreira           | Caçador                  |
| Nilton Pinto                    | Escrivão                 |
| José Célio Posse                | Menino                   |
| Ana Maria da Silva Rodrigues    | Amiga de Maria           |
| Maria das Graças Siqueira       | Lavadeira                |
| Antônio Vicente de Paula Souza  | Caçador                  |

## Produção
Baseado em um conto homônimo da renomada escritora Cora Coralina, o cineasta Pedro Carlos Rovaiassume a direção do longa-metragem As Tranças de Maria. A obra é uma adaptação do conto presente no livro "Poemas dos Becos de Goiás e Estórias Mais". As filmagens ocorreram na cidade de Corumbá de Goiás, em Goiás, no ano de 1997. Em março do mesmo ano, o filme entrou na etapa de finalização, com previsão de conclusão em maio. Com um orçamento de R$ 1,6 milhão, a produção é estrelada por Patrícia França.
Patrícia França assume o papel de Maria, uma jovem filha de um agregado de fazenda que, na década de 50, é forçada pelo pai a se casar com um homem respeitado, porém, que ela não ama. Sentindo-se oprimida, Maria se rebela contra esse casamento arranjado, foge do noivo e se entrega a uma vida de introspecção e autodescoberta.
Segundo relatos de Pedro Rovai, diretor do filme, "O noivo fica enlouquecido, o pai fica envergonhado e o dono da fazenda fica furioso". A temática explorada por Cora Coralina é exatamente essa: a insubmissão da mulher. As Tranças de Maria é uma obra cinematográfica de grande poesia, porém, do ponto de vista narrativo, é um desafio manter o espectador envolvido na trama. Por isso, buscamos criar um intricado rendilhado de imagens para cativar a atenção do público.
Na trama do filme, o desaparecimento misterioso de Maria provoca um alvoroço entre os vizinhos, tornando-se objeto de comentários que ecoam nas portas das igrejas. O noivo de Maria, um vaqueiro temido e conhecido na região, fica desesperado com a situação. A introspecção da protagonista é representada simbolicamente por sua personagem sendo engolida por uma sucuri, em uma transposição obediente ao tom de realismo fantástico presente no poema de Cora Coralina. O cineasta Pedro Rovai destaca que a cobra é um elemento feminino que simboliza a sabedoria em muitas mitologias. O diretor enfatiza sua intenção de não criar um filme que seja um clone de produções americanas, mas sim uma obra com uma carga profundamente brasileira. Ele ressalta a importância da paisagem do cerrado, com sua tonalidade amarela e ensolarada, transmitindo autenticidade e verdade à narrativa da obra.

## Lançamento
Em maio de 2003, foi apresentado na mostra competitiva do Cine Ceará-Festival Iberoamericano de Cinema, em Fortaleza. Nos cinemas do Brasil, foi lançado a partir de 13 de março de 2003.[carece de fontes?]

## Recepção

### Prêmios e indicações
As Tranças de Maria foi premiado no Festival de Cinema e TV de Natal em 2004, recebendo os títulos de Melhor Montagem, Melhor Fotografia, Melhor Roteiro e Melhor Ator Coadjuvante para José Dumont.[carece de fontes?] Além disso, também conquistou o Prêmio da Imprensa - Troféu Samburá de Melhor Filme de Longa-metragem no Cine Ceará-Festival Iberoamericano de Cinema em 2003.[carece de fontes?]